# Mike Reid
Pour les articles homonymes, voir Reid.
Mike Reid est un acteur britannique, né le 19 janvier 1940 à Hackney (Royaume-Uni) et mort le 29 juillet 2007 à Marbella (Espagne).

## Filmographie
- 1968 : Up the Junction de Peter Collinson : Policeman outside court
- 1972 : Steptoe and Son de Cliff Owen : Compere
- 1975 : Runaround (série télévisée) : Presenter
- 1976 : Yus My Dear (série télévisée) : Benny Briggs
- 1979 : Noah's Castle (série télévisée) : Vince Holloway
- 1983 : Entertainment Express (série télévisée)
- 1984 : Mates and Music (série télévisée)
- 1993 : Doctor Who: Dimensions in Time (TV) : Frank
- 1994 : Pussy in Boots (vidéo)
- 1997 : Underworld (série télévisée) : Graham the Cabbie
- 2000 : Snatch : Tu braques ou tu raques (Snatch) de Guy Ritchie : Doug 'The Head' Denovitz
- 2003 : Oh Marbella! : Jack Winter
- 2003 : EastEnders: Perfectly Frank (TV) : Frank Butcher
- 2005 : Hey Mr DJ : Don Cox
- 2005 : Moussaka & Chips : Shalom Godsall